# Château de la Finou
Le château de la Finou, ou château de Laffinoux, est un château français implanté sur la commune de Lalinde dans le département de la Dordogne, en région Nouvelle-Aquitaine.
Il fait l'objet d'une protection au titre des monuments historiques.

## Présentation
Le château de la Finou se situe en Périgord pourpre, au sud du département de la Dordogne. sur la commune de Lalinde, à l'est du village de Sainte-Colombe.
C'est une propriété privée.
Le château est inscrit au titre des monuments historiques le 29 novembre 1948.

## Historique
Le château de la Finou est un ancien repaire noble.
Propriété successive des familles Villardey, d'Espaigne, Blanc de Lauvezin, de La Cropte, puis  de La Valette, le château est acheté à la fin du XIXe siècle par le tragédien Hilarion Ballande qui y a fait construire un théâtre de plein air.
Le château a été racheté par la famille Liard après 1945 qui a commencé sa rénovation dans les années 60 puis l'a revendu dans les années 70 à l'ex O.R.T.F. pour devenir un centre de vacances.
Les différentes parties de l'édifice ont été bâties entre le XVe et le XVIIIe siècle.
Le domaine a été transformé en centre de vacances. En effet, de nombreux vacanciers viennent s'y ressourcer tous les étés dans ce domaine qui pour eux est unique.

## Galerie de photos

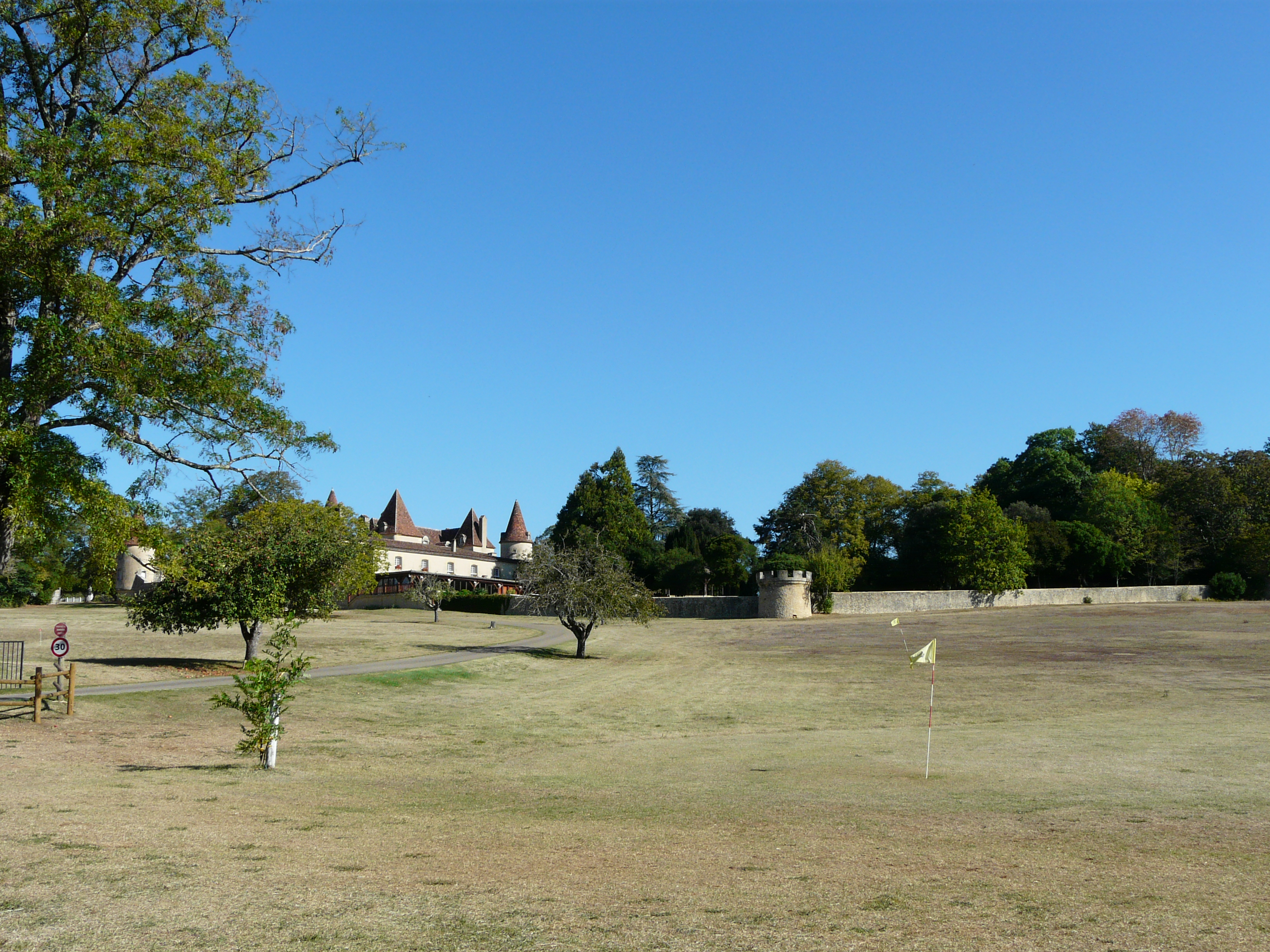
Le domaine de la Finou.
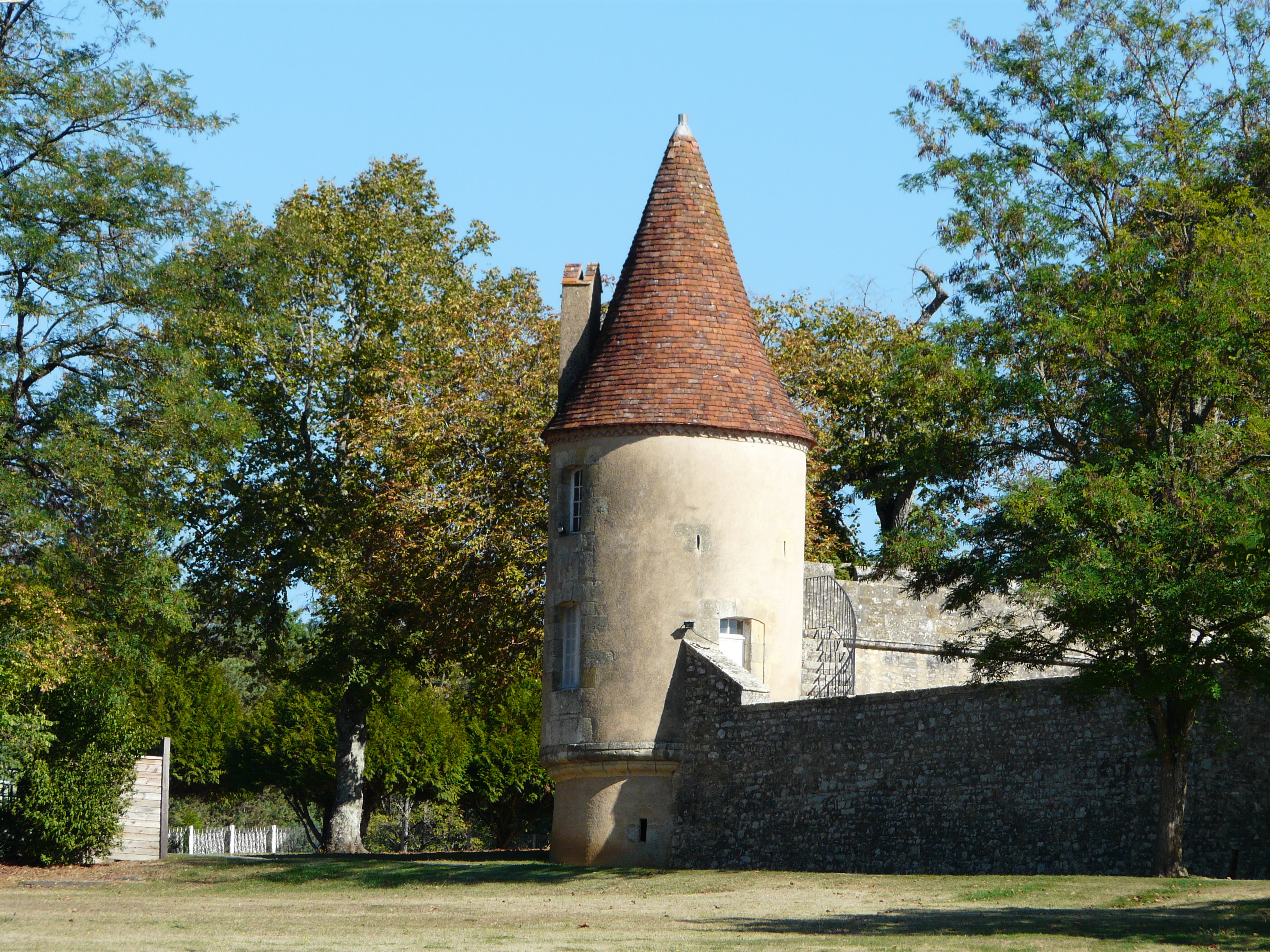
La tour ouest.
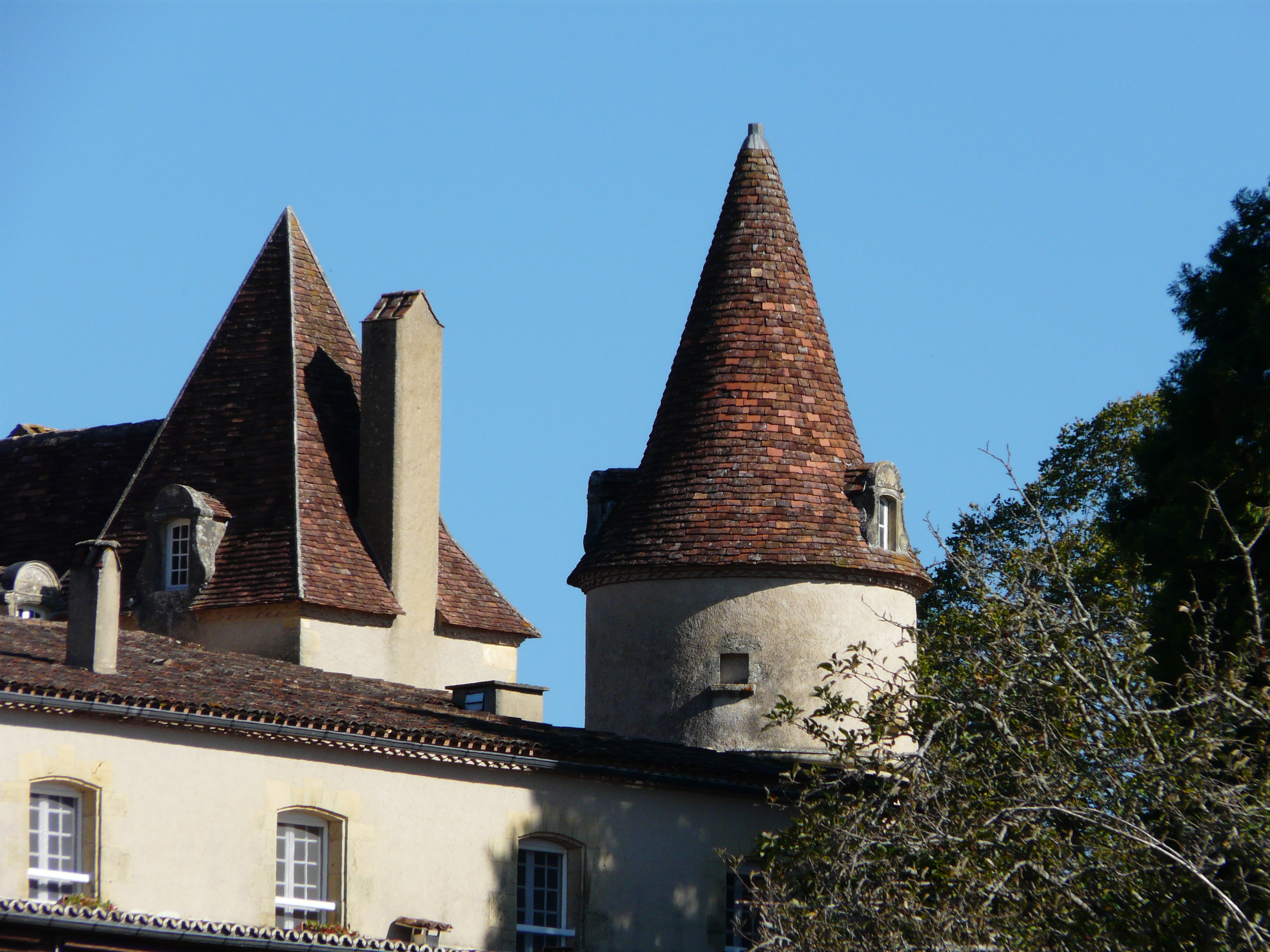
Les toits du château.
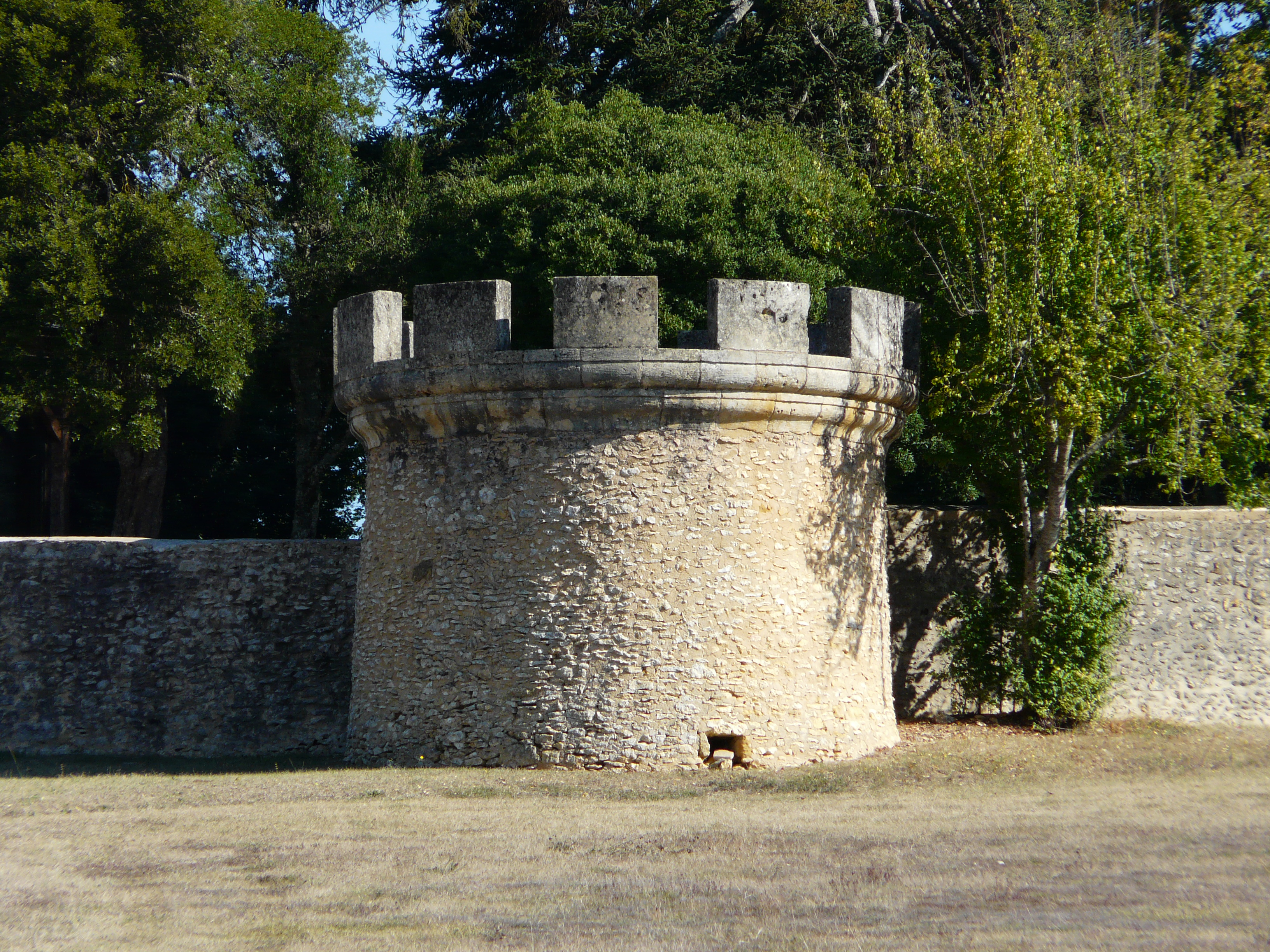
Une tour basse de l'enceinte.